# Ternstroemia sichuanensis
Ternstroemia sichuanensis är en tvåhjärtbladig växtart som beskrevs av L.K. Ling. Ternstroemia sichuanensis ingår i släktet Ternstroemia och familjen Pentaphylacaceae. Inga underarter finns listade i Catalogue of Life.